# Stygionympha scotina
Stygionympha scotina är en fjärilsart som beskrevs av Quickelberge 1979. Stygionympha scotina ingår i släktet Stygionympha och familjen praktfjärilar. Inga underarter finns listade i Catalogue of Life.